# Чачак
Ча́чак (серб. Чачак / Čačak) — город в Сербии. Расположен в 140 километрах к югу от Белграда.
Численность населения составляет 69 598 чел. (на 2022 год), вместе с пригородами — 105 612 чел.

## Климат
Чачак находится в центральной континентальной части Сербии, соответственно в зоне умеренно континентального климата. Среднегодовая температура составляет 10,5 °C, а средняя влажность воздуха — 80,7 %. Город защищён от ветра 4 грядами гор. Средняя скорость южного ветра составляет всего лишь 3 м/с, восточного — 1,4 м/с.

## Национальный состав
Национальный состав муниципалитета (перепись 2002 года):
| Этническая группа | Численность |
| ----------------- | ----------- |
| Сербы             | 138,208     |
| Черногорцы        | 563         |
| Цыгане            | 383         |
| Югославы          | 299         |
| Македонцы         | 127         |
| Хорваты           | 109         |
| Остальные         | 1,383       |
| Всего             | 141,072     |

## Достопримечательности
Рядом с городом в ущелье реки Западная Морава, находится Троицкий монастырский комплекс, который также называют «сербским Афоном». На склоне горы Овчар компактно расположены 5 монастырей: Введенский, Вознесенский, Свято-Троицкий, Преображенский и Сретенский монастыри. На другом берегу реки под горой Каблар расположены ещё 3 монастыря: Благовещенский, Иоанно-Предтеченский (Йованя) и Никольский (Николье) и 3 церкви — Ильинская, Саввинская и Успенская. Все монастыри и церкви были построены в XIV—XVI веках.

## Спорт
- «Борац Чачак» называются как футбольный, так и баскетбольный клубы.
- В 2003 году баскетбольный клуб «ЦСКА» выиграл баскетбольный турнир, проходящий в этом городе.

## Города-побратимы
- Катерини, Греция
- Филиппы, Греция

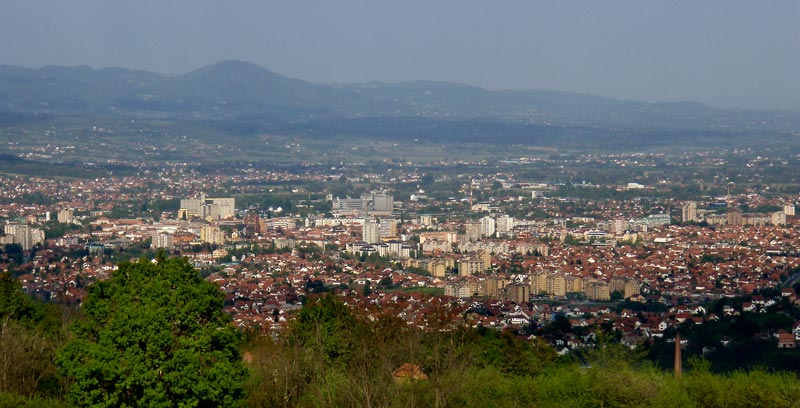
Панорама города

- Турчьянске Теплице, Словакия
- Хан-Песак, Босния и Герцеговина
- Братунац, Босния и Герцеговина
- Барановичи, Белоруссия
- Ковров, Россия
- Сочи, Россия
- Руза, Россия
- Ростов-на-Дону, Россия

## Топографические карты
- Лист карты K-34-III. Масштаб: 1 : 200 000. Указать дату выпуска/состояния местности.

## Галерея

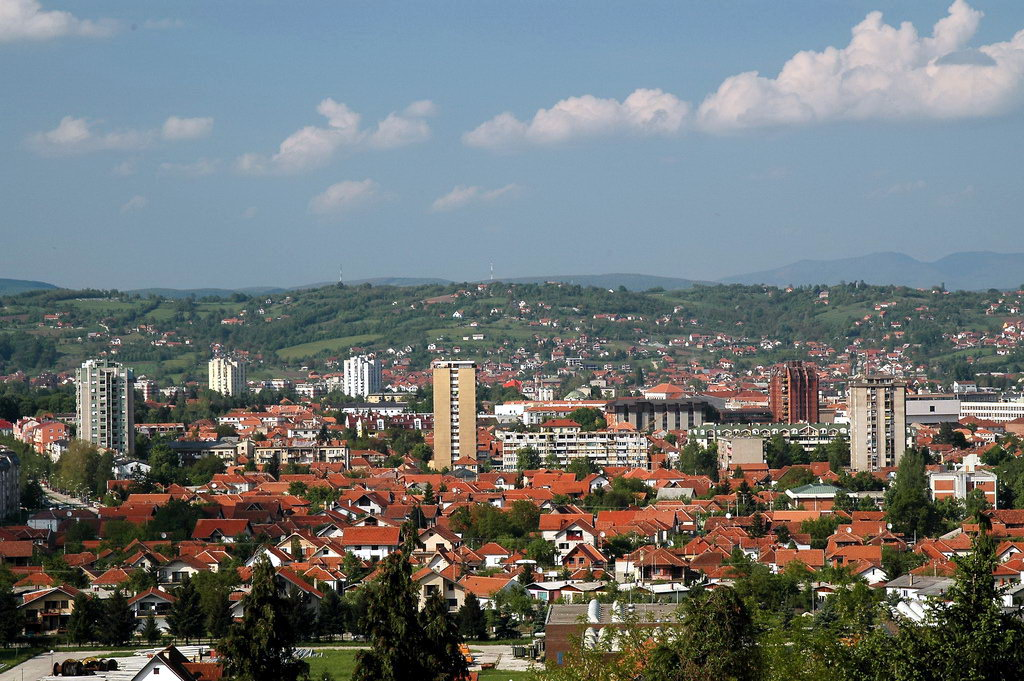
Чачак
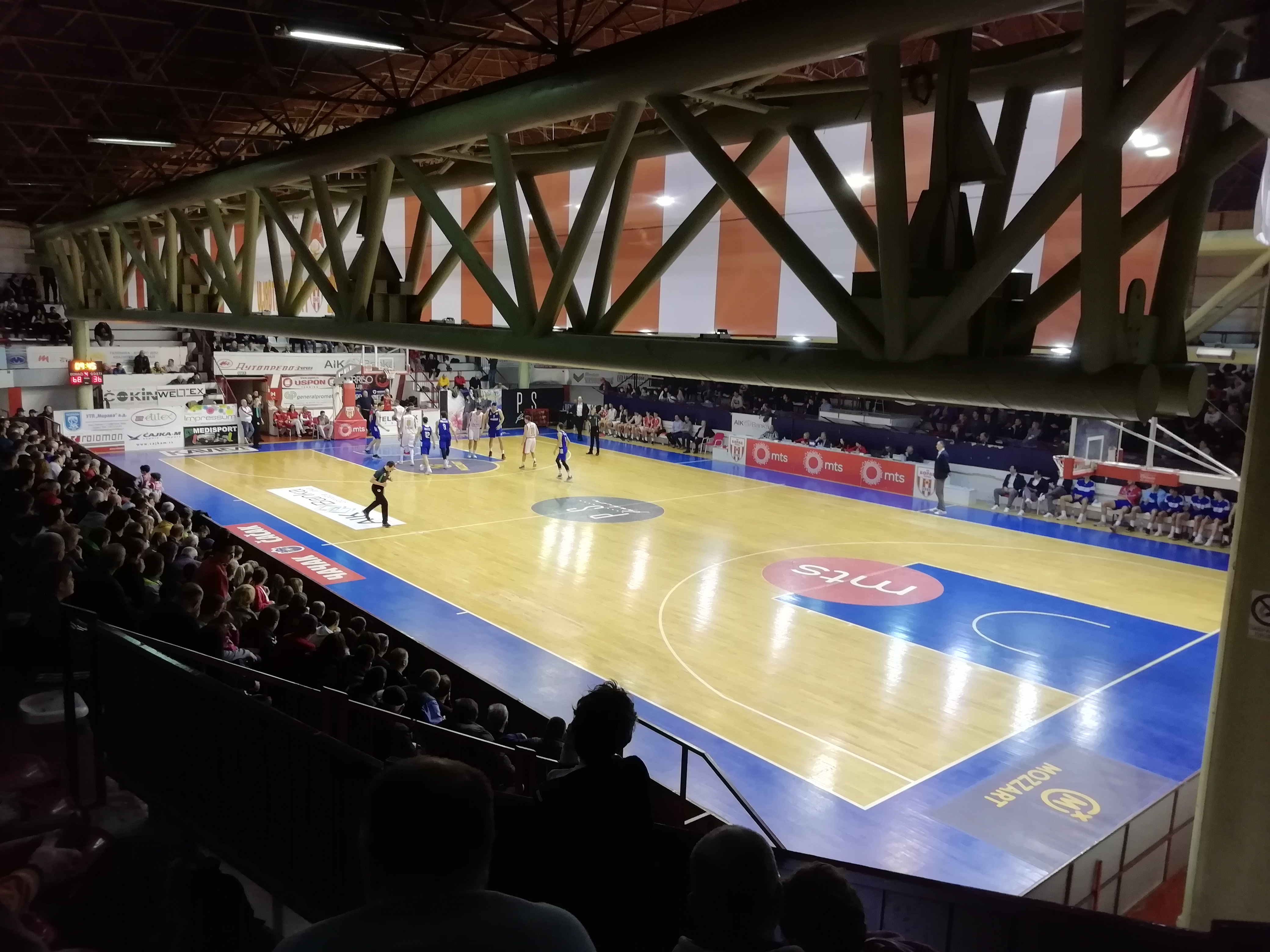
Спортивный зал БК «Борац» изнутри
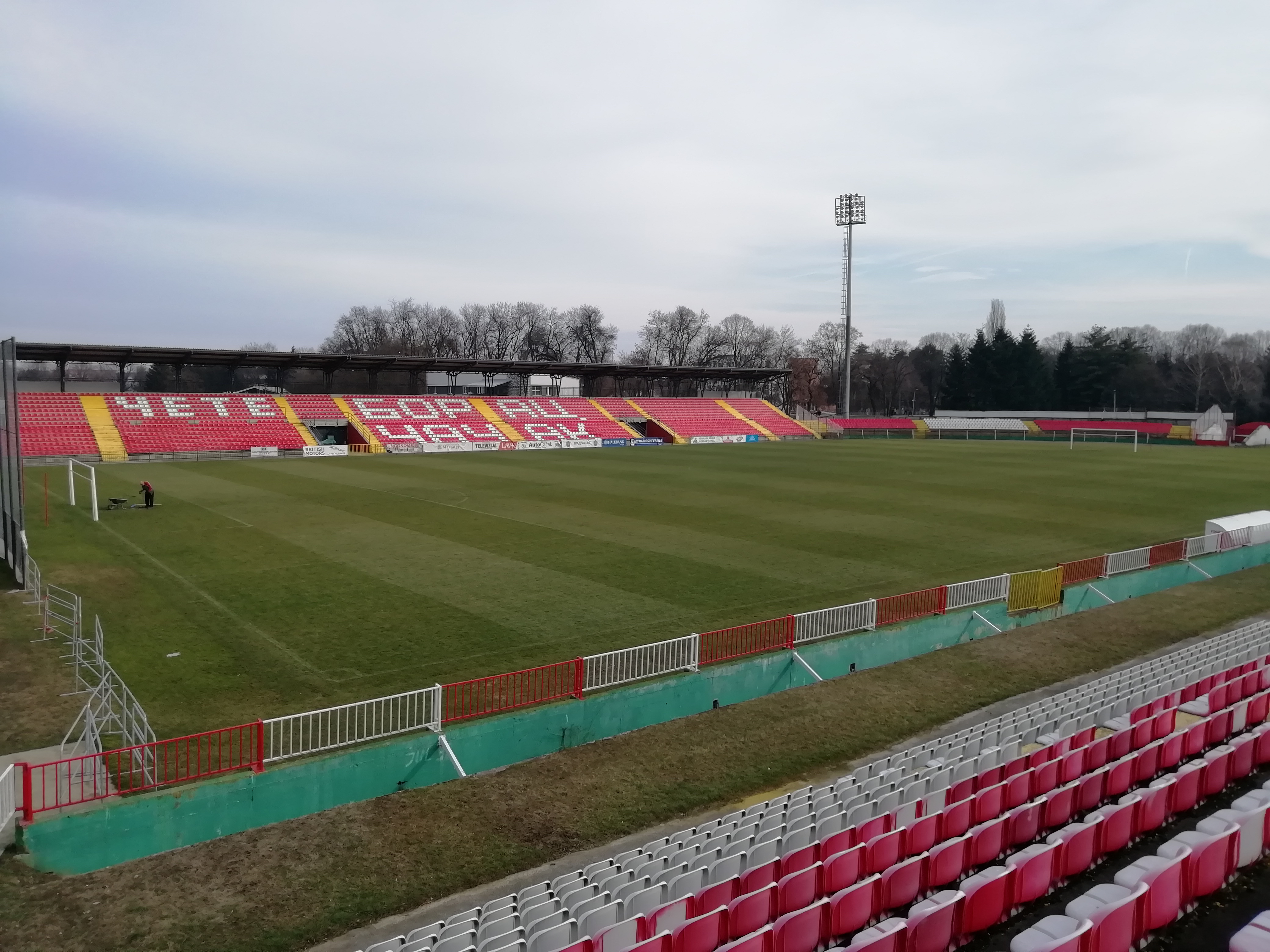
Стадион ФК Борац
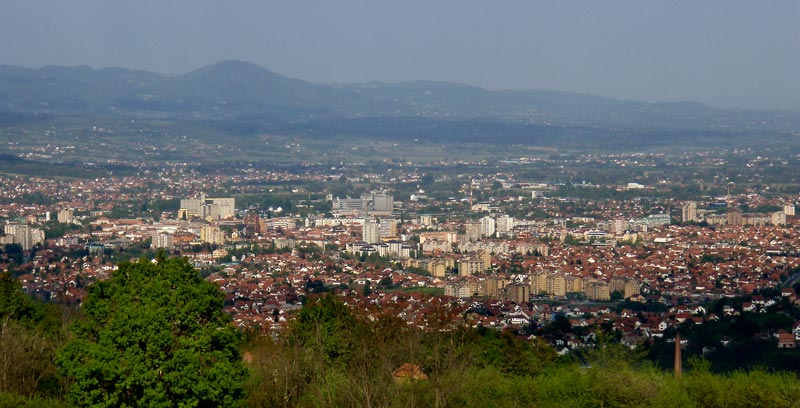
Панорама города

## Известные уроженцы и жители
- Драгутин Гаврилович — сербский и югославский военный деятель.
- Бора Джорджевич — сербская рок-легенда
- Ивица Драгутинович — сербский футболист.
- Милан Йованович — черногорский футболист.
- Бранко Йовичич — сербский футболист
- Ириней — Патриарх Сербский.
- Драган Кичанович — югославский баскетболист, баскетбольный тренер.
- Зоран Костич — сербский футболист.
- Дарко Лазович — сербский футболист.
- Марко Ломич — сербский футболист.
- Надежда Петрович — сербская художница.
- Миловац Раевац — югославский футболист, сербский футбольный тренер.
- Соня Савич — сербская актриса.
- Петар Стамболич — югославский и сербский политический деятель.
- Иван Стеванович — сербский футболист.
- Степа Степанович — сербский полководец, воевода.
- Урош Трипкович — сербский баскетболист.